# Lázar Berman
Lázar Naúmovich Berman (ruso: Лазарь Наумович Берман, Lasari Naumovič Berman) (San Petersburgo, 26 de febrero de 1930 - Florencia, 6 de febrero de 2005) fue un pianista de música clásica, discípulo de Alexander Goldenweiser y profesor de interpretación pianística, uno de los más grandes virtuosos de piano del siglo XX. Debutó en el Conservatorio de Moscú en 1940, en Londres en 1958 y en Nueva York en 1976.

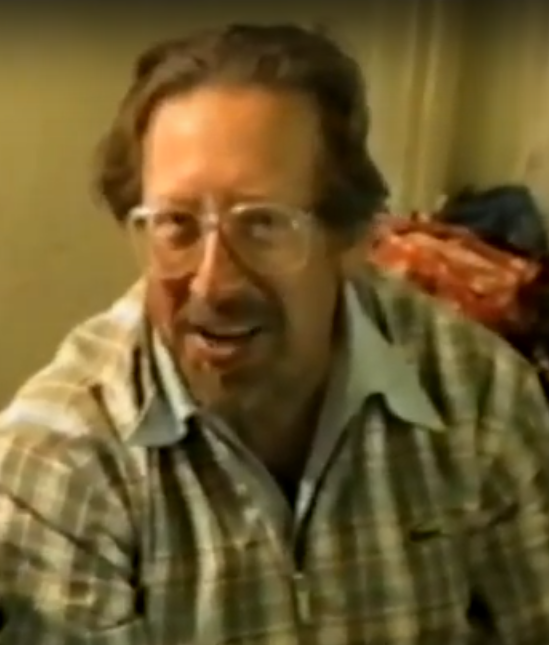
Lazar Berman, retrato

## Biografía
Berman nació de padres judíos en Leningrado. Su madre, Anna Lazarevna Makhover, había tocado el piano hasta que fue impedida por problemas auditivos. Inició a su hijo en el piano y este participó en su primera competición a la edad de tres años, y grabó una fantasía de Mozart y una mazurca que había compuesto a la edad de siete años, incluso antes de que pudiera leer música. Emil Guilels lo describió como un "fenómeno del mundo musical". Cuando Berman tenía nueve años, la familia se trasladó a Moscú para estudiar con Aleksandr Goldenweiser en el Conservatorio. Al año siguiente hizo su debut formal interpretando el Concierto para piano nº 25 de Mozart con la Orquesta Filarmónica de Moscú. En 1941, los estudiantes, los alumnos y los padres fueron evacuados a Kuibyshev, debido a la Segunda Guerra Mundial. Las condiciones de vida eran tan pobres que su madre tuvo que cortar los dedos de un par de guantes para permitirle seguir practicando sin congelar sus manos.
Su aprendizaje con Goldenweiser le hizo enlazar con la tradición interpretativa de Liszt y de Ziloti. Por otro lado admiró a Vladímir Sofronitski - yerno de Skriabin y su mejor intérprete - y a Sviatoslav Richter. "Estos pianistas tenían una gran personalidad con una interiorización de la música y una técnica impecable para traducir la esencia de su música predilecta." 
Posteriormente comenzó a adquirir una cierta visibilidad internacional. A la edad de 12 años tocó La Campanella de Franz Liszt para una audiencia británica a través de la radio. En 1956 ganó un premio en el Concurso de Música Reina Elisabeth en Bélgica. Y en 1958 debutó en Londres y registró para el sello Saga.
A pesar de que era conocido por los aficionados a la música internacional que habían escuchado sus grabaciones en el sello discográfico ruso Melodiya, así como los que visitaron la Unión Soviética, no era generalmente conocido fuera de Rusia antes de su gira americana de 1975, organizada por el empresario Jacques Leiser. Su ahora legendario debut en Nueva York en el 92 Street Y, donde interpretó los Estudios de Ejecución Transcendental de Franz Liszt, golpeó el mundo de la música como un relámpago. Se convirtió en una sensación de la noche a la mañana. Antes de eso, se había limitado generalmente al circuito soviético de conciertos, tocando en pianos viejos y decrépitos a unas audiencias con diversos grados de interés. Las invitaciones para giras fuera de la Unión Soviética fueron ignoradas por la agencia de conciertos del estado soviético, Gosconcert. Vivía en un diminuto apartamento de dos habitaciones en Moscú, con un piano de cola ocupando toda una habitación. Pero después de su gira de 1975, tuvo inmediatamente una gran demanda de actuaciones, con Deutsche Grammophon, EMI y CBS luchando por grabar con él. Registró el Primer Concierto para piano y orquesta de Chaikovski con Herbert von Karajan, y este mismo concierto se transmitió en la televisión internacional con Antal Doráti, para celebrar el Día de las Naciones Unidas en 1976. Su grabación de 1977 de los Años de peregrinaje, de Liszt, aún hoy son la mayor referencia de la obra en disco.
A partir de entonces se le consideraba un gran especialista en la música de Liszt, del que siempre incluía alguna obra en todos sus recitales. Respecto a esta afinidad con el compositor comentaba: "Yo toco casi toda la literatura pianística, y sobre todo los rusos. Toco mucho Skriabin, Prokófiev, Shostakóvich, Rajmáninov. Casi siempre toco Liszt. Es posible que mi Liszt tenga algunas características distintas del resto. Lo cierto es que se trata de un compositor al que conozco profundamente. Me apasiona la gran libertad que hay en su música y la forma en que estimula a los pianistas para expresarse al margen de las reglas fijas. Me encanta la filosofía de vida de Liszt. Todo eso tal vez se traduce cuando lo toco. No me molesta que me encasillen como un especialista. Me parece un gran honor."
Cuando un conocido director de orquesta estadounidense le preguntó a Emil Guilels en los años setenta “quién era Lazar Berman”, respondió: “Si Sviatoslav Richter y yo nos pusiéramos a tocar juntos, a cuatro manos, no podríamos igualar a Berman”. Cuando Harold C. Schonberg, crítico del New York Times, escuchó a Berman en Moscú, en 1961, escribió: “Este pianista tiene 20 dedos que transpiran fuego”.
Su interpretación de Chopin está bien documentada, tanto en una película de un concierto como en una grabación DGG de las Polonesas de los años 70.
La mayor parte de sus apariciones británicas vinieron en los últimos años 70 y principios de los 80. En diciembre de 1976, interpretó música de Serguéi Prokófiev y Franz Liszt en el Royal Festival Hall.
En 1980, los aduaneros soviéticos encuentran en el equipaje del pianista un libro prohibido y su posesión le acarreará la imposibilidad de salir de su país durante cuatro años. 
En 1990, Berman se traslada a Italia, adopta la nacionalidad italiana y trabaja como profesor de piano en el Accademia Pianistica Internazionale "Incontri Col Maestro" de Imola y, como invitado, en la Escuela Superior de Música Franz Liszt de Weimar.

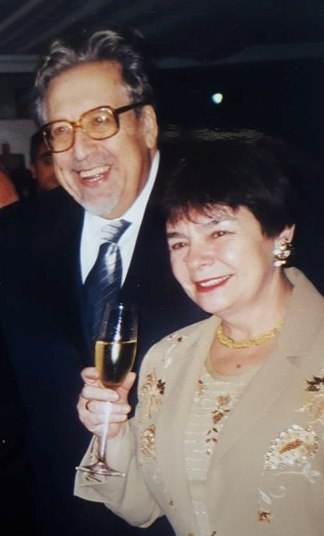
Lazar Berman con su esposa, Valentina Sadova

Grabó con los mejores directores de orquesta soviéticos y con los más significados directores occidentales como Leonard Bernstein y Daniel Barenboim. Sus registros de conciertos para piano y orquesta de Brahms, Liszt y Chaikovski con Erich Leinsdorf, Carlo Maria Giulini y Herbert von Karajan tuvieron un gran reconocimiento de la crítica y del público.
Son muy apreciadas sus interpretaciones de Liszt, Schumann, Chaikovski, Skriabin y Rajmáninov. Sus interpretaciones destacaban por su técnica muy depurada. Pero él decía: "La técnica no es un fin en sí mismo. Con ella puedes llegar al lirismo, que es lo que yo pretendo. Ahora, en la madurez, sólo quiero hacer música". 
Berman fue un gran intérprete de los músicos románticos, y esas obras conectaban con su forma de ser. A los autores clásicos los interpretaba desde un punto de vista diferente al habitual, con el acento en aspectos poco identificados con su música, diciendo al respecto: "La gente piensa en la música de Mozart como si fuese un juego, se le asocia a mujeres bellas, a diversiones, pero hay una parte romántica en él, algo interior que lo hace sublime. Lo mismo ocurre con Bach. No puede ser una música sólo mecánica y fría la de un hombre que tuvo 12 hijos".
Lazar Berman murió en Florencia en 2005. Le sobrevivió su tercera esposa, Valentina Sedova, también pianista, con quien se había casado en 1968, y un hijo, violinista y director Pavel Berman. Entre sus estudiantes se encontraban Sonya Bach, los pianistas italianos Maurizio Baglini, Enrico Elisi y Enrico Pace, Vladimir Stoupel, Vardan Mamikonian, Víctor Chestopal, Rueibin Chen, Rafał Łuszczewski y Viktoriya Yermolyeva.

## Discografía parcial
- Liszt, Années de pèlerinage I-III - Berman, 1977 Deutsche Grammophon
- Liszt: Piano Concertos Nos. 1 & 2 - Venezia e Napoli - Carlo Maria Giulini/Lazar Berman/Wiener Symphoniker, 1976 Deutsche Grammophon
- Rajmáninov: Piano Concerto n.º 3 in D Minor, Op. 30 - Claudio Abbado/Lazar Berman/London Symphony Orchestra, 1977 SONY BMG
- Berman, The Deutsche Grammophon Recordings - Deutsche Grammophon
- Greatest Moments - Lazar Berman, 2008 Big Eye
- Inedito - Lazar Berman, 2010 Phoenix
- Beethoven - Piano Sonatas No.18 La Caza y No23 Appassionata - sello CBS, 1977